# Рудка (Островецький повіт)
Рудка (пол. Rudka) — село в Польщі, у гміні Кунув Островецького повіту Свентокшиського воєводства.
Населення — 395 осіб (2011).
У 1975-1998 роках село належало до Келецького воєводства.

## Демографія
Демографічна структура на день 31 березня 2011 року:
|          | Загалом | Допрацездатний вік | Працездатний вік | Постпрацездатний вік |
| -------- | ------- | ------------------ | ---------------- | -------------------- |
| Чоловіки | 197     | 31                 | 147              | 19                   |
| Жінки    | 198     | 32                 | 126              | 40                   |
| Разом    | 395     | 63                 | 273              | 59                   |